# Видул воєвода
Видул воєвода (справжнє ім'я болг. Видул Кунчов Видулов; близько 1777 року — 1833 рік) — знаний болгарський революціонер, гайдук, воєвода, рідний дядько національного героя Болгарії Васила Левски.

## Життєпис
Був первістком у сім'ї Кунчо й Виші Видулових, народився близько 1777 року у селі Кочмаларє. Крім нього в сім'ї було ще 6 дітей, один з яких Іван став в подальшому батьком Васила Левського. Видул був потомком славетного роду борців проти османів, який налічував щонайменше 2 століття. Представники цього роду Благой, Видул-старший, Кристил були відомі у тодішній Болгарії як вправні гайдуки.
У 1793 році Видул втік з рідного села до Войнягово, де невдовзі зібрав дружину і помстився османським бандитам за напад на болгар у цьому селі. З цього часу його стали дуже поважати у гайдуцьких колах. Після нетривалого перебування у Войнягово Видул зібрав досить велику чету і почав повноцінні славетні бойові дії проти османів на теренах своєї країни. Його славили за велику хоробрість і виняткову військову кмітливість. Біля села Арапово, маючи лише 30 четників, Видул воєвода напав на значні сили османів і не тільки їх розбив, а ще й тривалий час переслідував до повного винищення. Біля свого рідного села Кочмаларє він з 150 четниками спочатку з тила раптово напав на великий османський загін, завдавши йому значних втрат. Не давши перепочинку османам, вночі він вдерся на територію укріпленого лагеря ворогів і остаточно розбив їх. Вважають, що у четі Видула Войводи виросли як майбутні воєводи гайдуків багато відомих революціонерів, зокрема Вилко Войвода, Генчо Войвода тощо.
В 1833 році у Троянських Балканах у одній битві з османськими військами, які тривалий час переслідували його чету, Видул воєвода був тяжко поранений і надалі помер від ран. Місце його поховання четники залишили в таємниці.